# Sebastian Bojassén
Sebastian Bojassén född 4 februari 1985 i Stockholm, är en svensk före detta fotbollsspelare (mittfältare) som spelade i Hammarby IF. Hammarby värvade "Bojan" från rivalen AIK redan 2002 och efter en tid i talanglaget Hammarby TFF flyttades Bojassén upp till A-laget 2010. Hans styrkor var huvud- och närkampsspelet.
25 september 2012 meddelade Bojassén att han kommer att sluta med fotbollen efter säsongen på grund av kronisk ryggvärk, en skada som uppkom i en match mot Falkenbergs FF under säsongen 2010.
Bojassén är mest ihågkommen för att han under 2011 års säsongs sista match, mot Ängelholms FF den 22 oktober 2011, i matchens sista minut, gjorde 1-0 till Hammarby, vilket gjorde att klubben, som då spelade i Superettan, undvek kval ned till division 1.